# Леонфорте
Леонфорте (італ. Leonforte, сиц. Liunforti) — муніципалітет в Італії, у регіоні Сицилія,  провінція Енна.
Леонфорте розташоване на відстані близько 500 км на південь від Рима, 105 км на південний схід від Палермо, 15 км на північний схід від Енни.
Населення — 13 571 особа (2014).

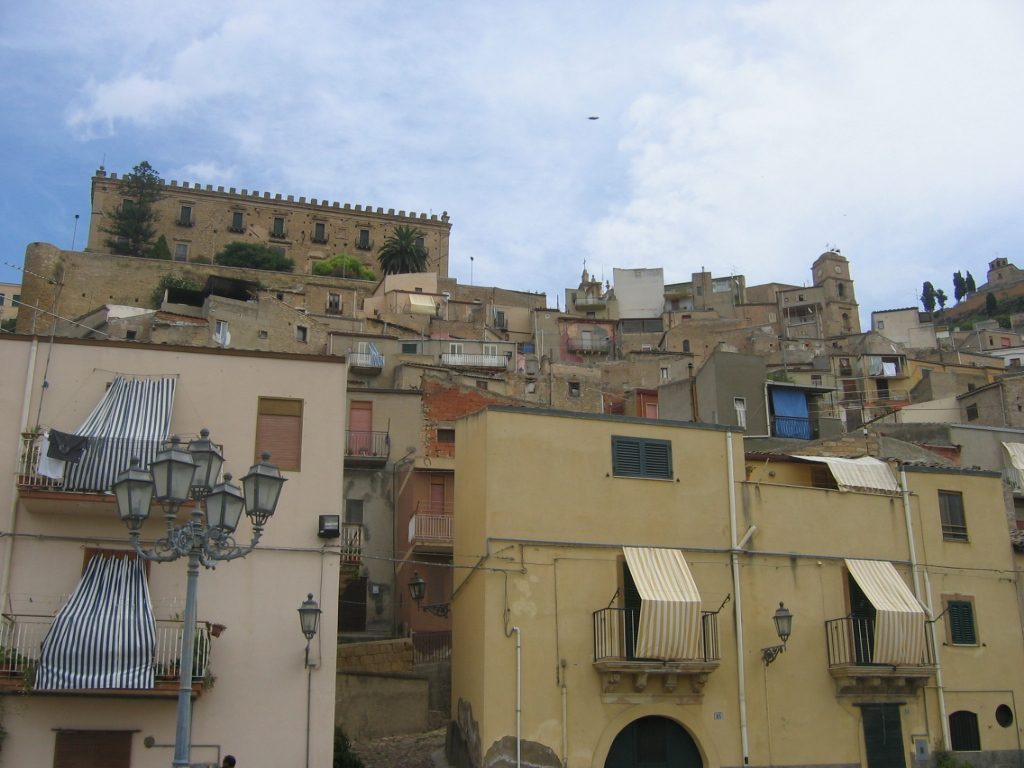

Щорічний фестиваль відбувається 16 серпня . Покровитель — Madonna del Carmelo.

## Демографія
Населення за роками:

Станом на 1 січня 2023 року в муніципалітеті офіційно проживали 143 іноземці з 30 країн, серед них 84 громадяни країн Євросоюзу та 2 громадяни України.

## Сусідні муніципалітети
- Ассоро
- Калашибетта
- Енна
- Нікозія
- Ніссорія